# Храм Иоанна Богослова (Старица)
Храм Иоанна Богослова — надвратный православный храм Старицкого Успенского монастыря в городе Старица Тверской области. Памятник архитектуры.
Расположен в западной части монастыря, выходящей к реке Волге. На этом месте и ранее находился каменный надвратный храм во имя Василия Анкирского, построенный князем Андреем Старицким. В 1681 году западная стена монастыря пострадала от пожара и старый храм сгорел.
В 1694 году был построен новый храм, освящённый во имя апостола Иоанна Богослова. Церковь сохранилась до наших дней, представляет собой восьмерик на четверике с ограждающей галереей.

Описание храма из книги И. П. Крылова «Старица и её достопримечательности» 1914 года издания:
Третий по древности храм монастыря — Богословский, каменный, находится над западными входными воротами, заложенными в 1810 году, по причине затопления рекою Волгою. Храм сооружен в 1694 году архимандритом Исайею на монастырские средства, вместо сгоревшего в 1681 году во имя Василия Анкирского.

## Галерея

Надвратный храм Старицкого Успенского монастыря.
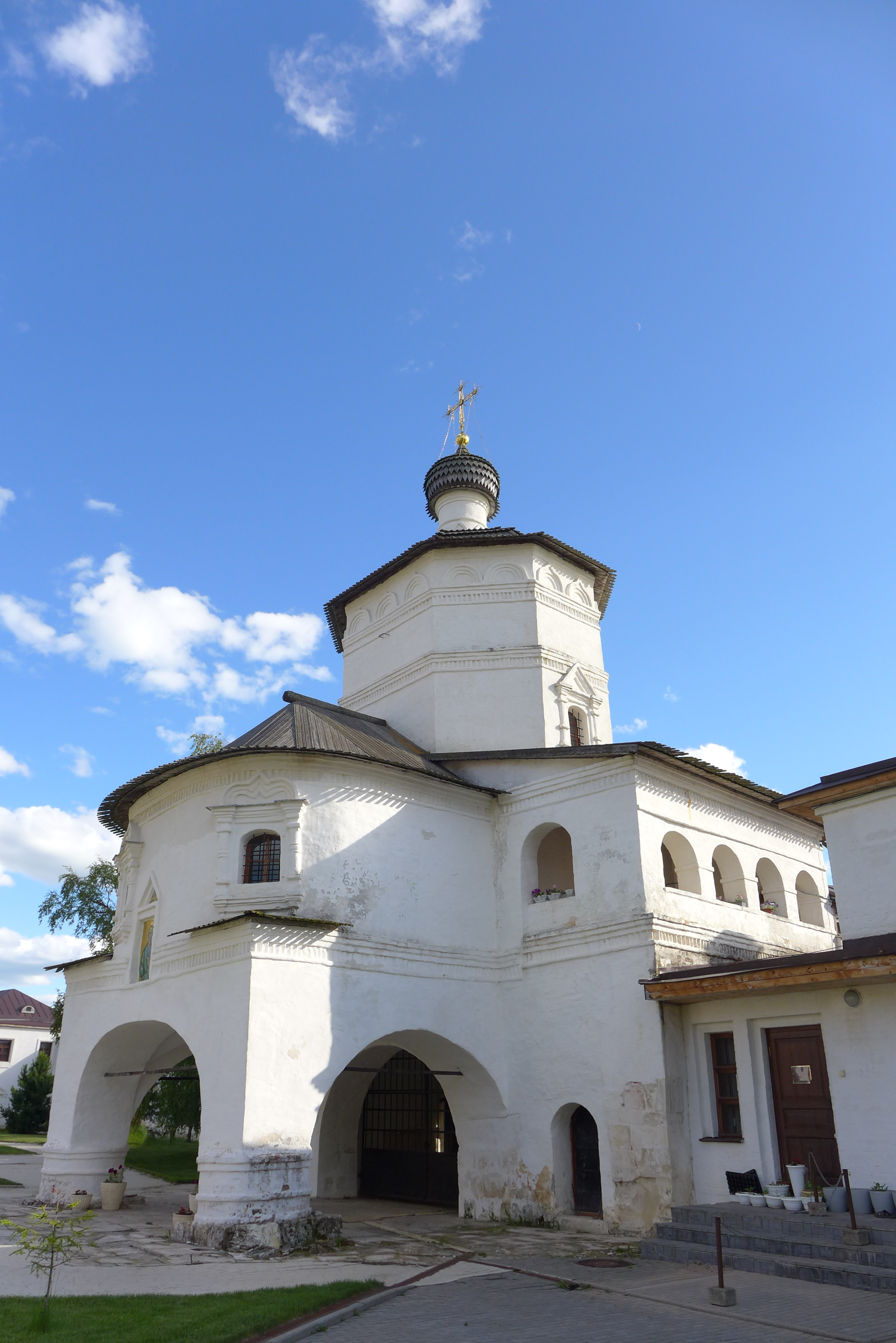
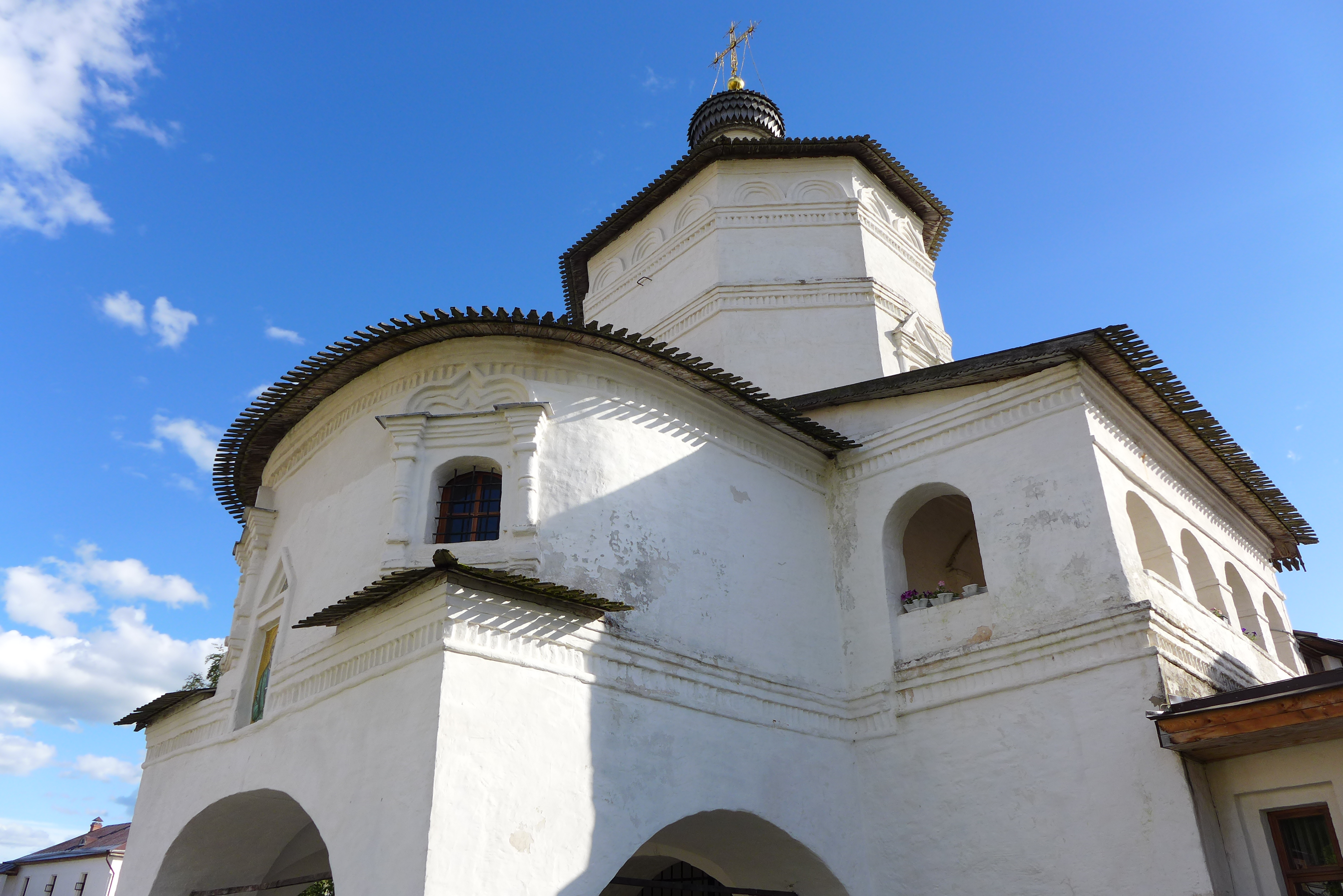
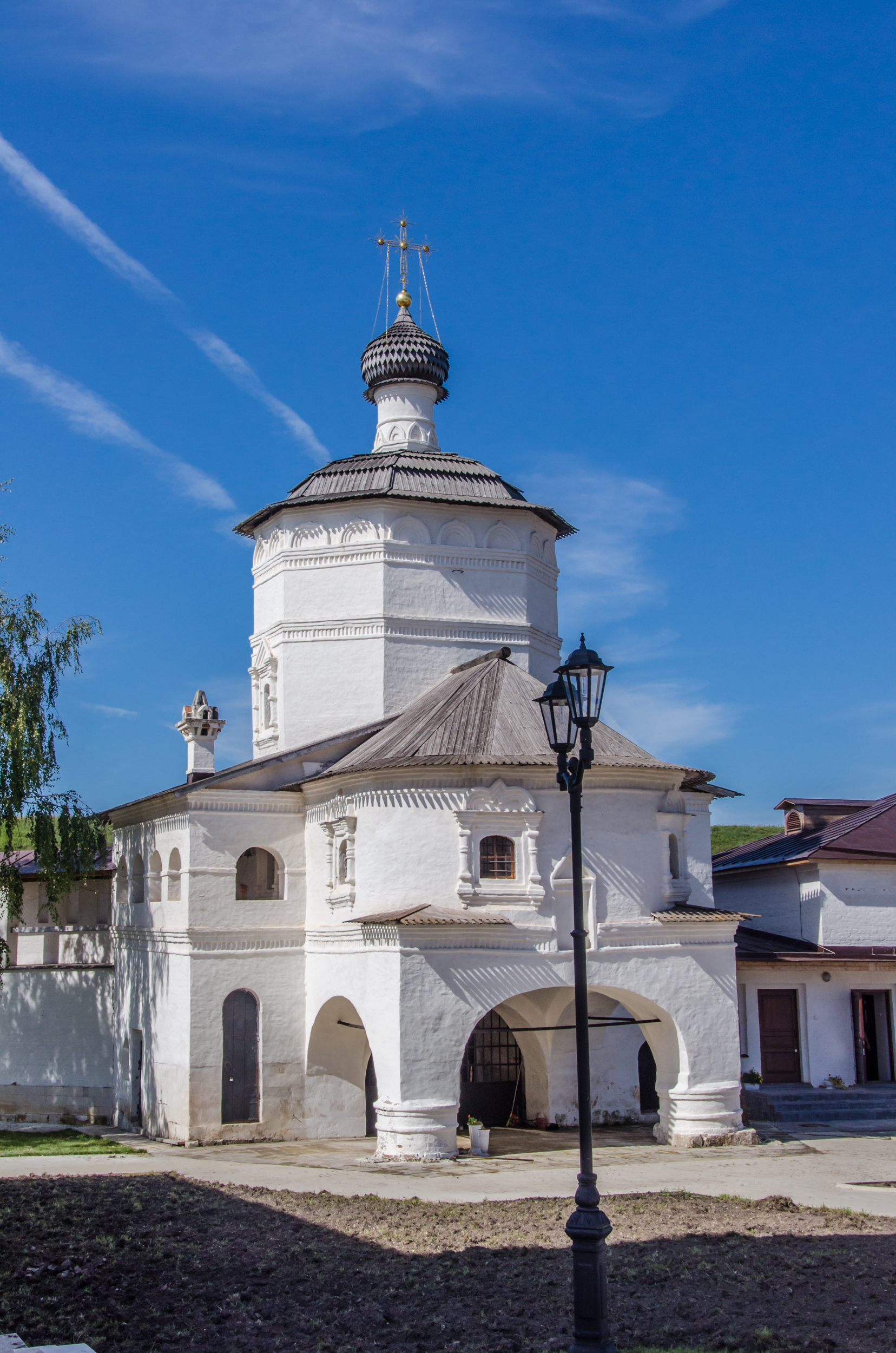
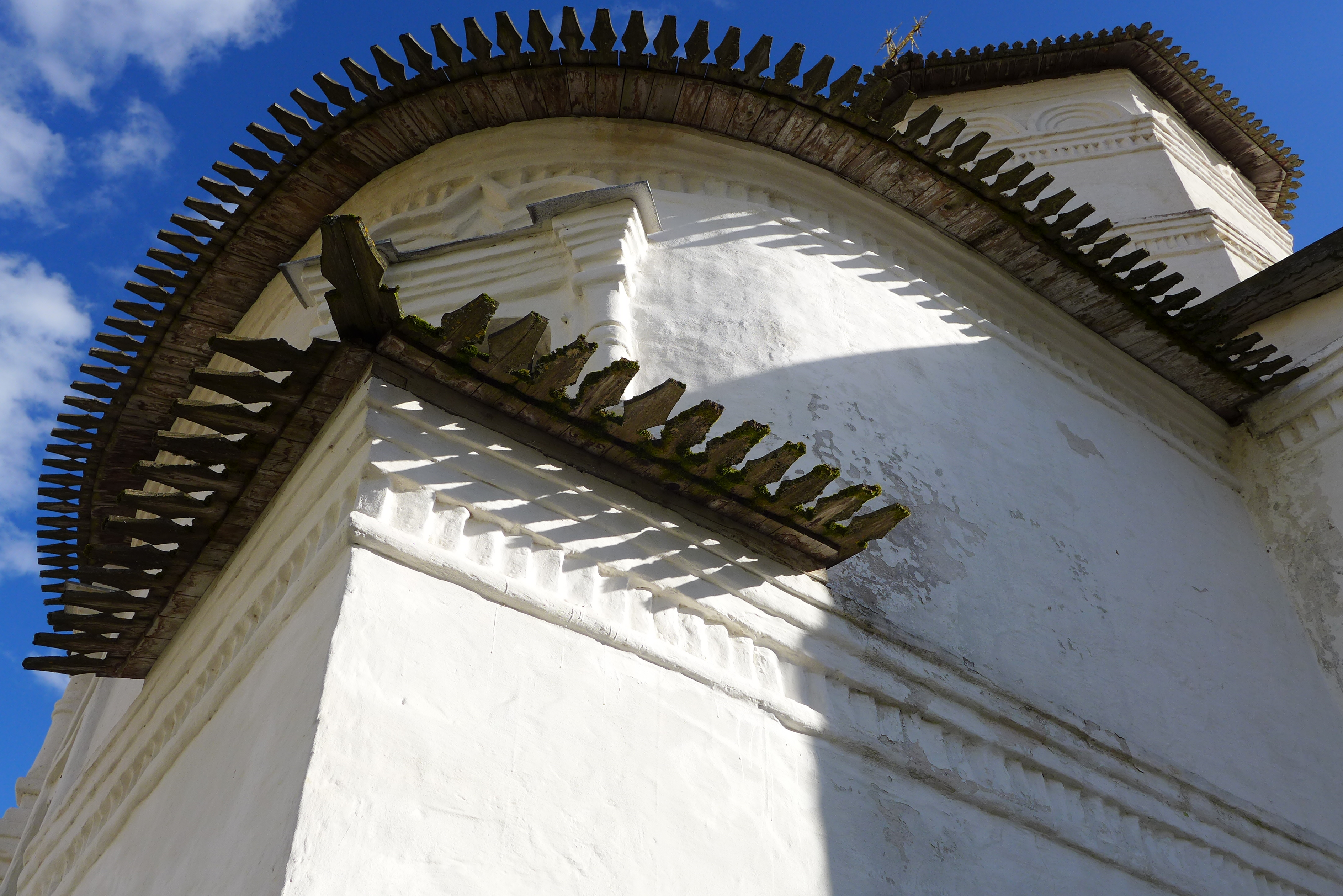